# Gonatodes falconensis
Espèce
Statut de conservation UICN

 LC  : Préoccupation mineure
Gonatodes falconensis est une espèce de geckos de la famille des Sphaerodactylidae.

## Répartition et habitat
Cette espèce est endémique de l'État de Falcón au Venezuela. Elle vit entre 325 et 1 500 m d'altitude. On la trouve sur les rochers et dans les arbres de la forêt tropicale humide.

## Publication originale
- Shreve, 1949 "1947" : On Venezuelan reptiles and amphibians collected by Dr. H.G. Kugler. Bulletin of the Museum of Comparative Zoology at Harvard College, vol. 99, n. 5, p. 519-537 (texte intégral).